# Ая-Варвара
Ая-Варвара (грец. Άγια Βαρβάρα, що означає свята Варвара) — передмістя на заході Афін, розташоване на віддалі 7 км на північний схід від Пірею біля південного підніжжя гори Егалео. 
Розбудова передмістя відбулася в 1940-их - 1970-их на місці колишніх сільськогосподарських угідь. На північному заході від міста на схилах Егалео є чагарники і соснові ліси. 
У східній частині містечка розташовані заводські приміщення компанії Viochrom SA. 
В майбутньому планується будівництво станції метро Ая-Варвара. Найближча станція в наш час[коли?] розташована в місті Егалео. 

## Демографія
| Рік  | Населення |
| ---- | --------- |
| 1981 | 29 259    |
| 1991 | 28 706    |
| 2001 | 30 562    |